# Зубов, Алексей Фёдорович

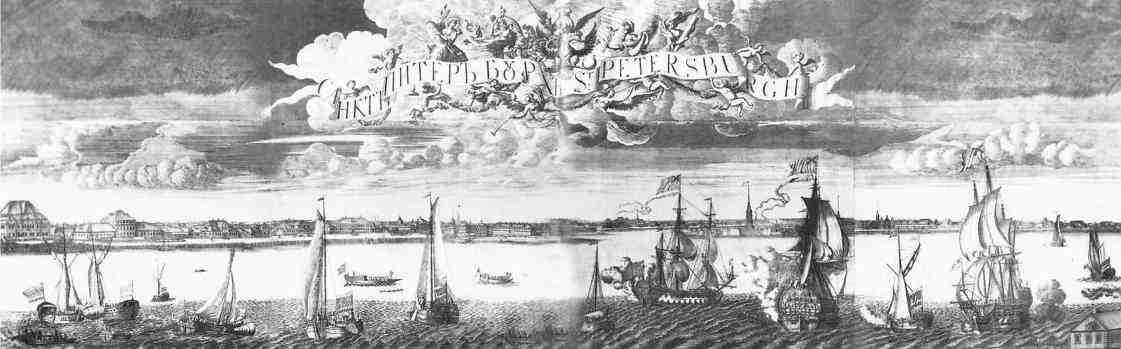
«Панорама Санкт-Петербурга». Деталь. 1716. Офорт, резец

Алексе́й Фёдорович Зу́бов (около 1682–1683, Москва — около 1751–1752, там же) — русский гравёр, один из лучших мастеров эстампа петровской эпохи, один из основоположников ведуты в русском искусстве. Сын иконописца Фёдора Зубова, младший брат гравера Ивана Зубова.

## Творчество
Сначала живописец при Оружейной палате, с 1699 года обучался у Адриана Шхонебека «грыдоровать гербы» (для гербовой бумаги). Для доказательства своих познаний в гравировании, Зубов уже в 1701 году представил в Оружейную палату копию с голландской Библии 1674 года, за подписью: «по фрески Сошествие Святого Духа».
Зубов скоро стал искусным гравёром и награвировал много больших листов, в которых достиг высокой техники. Огромный вид Санкт-Петербурга, выгравированный им на 8 досках, в пару виду Москвы, награвированному Яном Бликландтом, лучшее произведение А. Зубова. Ему также принадлежат изображения морских сражений («Баталия при Гренгаме», 1721 год), празднеств по случаю побед («Торжественное вступление русских войск в Москву после победы под Полтавой», 1711 год) и других важнейших событий того времени. Парадную часть подобных изображений Зубов дополнял точно переданными жизненными деталями. Он создавал гравюры, пользуясь чертежами и проектами зодчих, например, М. Г. Земцова. Документальность композиций совмещалась с декоративностью гравированного листа и изображением предполагаемых построек. Виды города изображались художником «с птичьего полёта», что способствовало ощущению масштабов грандиозных сцен — панорам берегов Невы.
С 1711 года Зубов работал в Санкт-Петербурге. Был старшим мастером при Санкт-Петербургской типографии. После смерти Петра I, в царствование Екатерины I, Зубов делает портрет императрицы (1726 год, с оригинала И. Адольского), гравирует, вместе с П. Пикартом, конный портрет Петра (1726 год), исполняет по заказу А. Д. Меншикова портреты жены и дочери «светлейшего» князя — Д. М. и М. А. Меншиковых (1726 год). Осенью 1727 года закрывается Санкт-Петербургская типография, при которой Зубов состоял с момента приезда в северную столицу. После отставки он вынужден был, как и его брат, превратиться в мастера народных лубочных картинок. Художник пытался устроиться в Гравировальную палату Академии наук, но постоянную работу там так и не получил. К 1730 году он возвращается в Москву.
В старой столице Зубов по-прежнему трудится очень интенсивно. В 1734 году он создает портреты Петра I, Петра II и Анны Иоанновны. Много работает по заказам церквей и богатых горожан. Но вещи Зубова этого времени показывают, сколь тонок ещё был слой новой культуры, сколь сильно зависели русские художники от окружения, сколь сильны ещё были традиции допетровской эпохи. Тому свидетельство — известный «Вид Соловецкого монастыря» — огромная гравюра, выполненная Зубовым совместно с братом Иваном в 1744 году. Словно и не было видов Петербурга, баталий, портретов. Словно не было самой петровской эпохи. Словно никогда не покидал Зубов Москвы и Оружейной палаты. Последние известные нам работы гравера датированы 1745 годом, а последнее упоминание о нём — 1749-м. Умер мастер в бедности и безвестности.
Последний лист, выгравированный Зубовым, отмечен в 1741 году. Лучшие его портреты чёрной манерой: «Екатерины I», «Петра I», двух княгинь «Дарьи и Марьи Меншиковых» — чрезвычайно редки; резцом — «Екатерины I», «Головина» и «Стефана Яворского». У Ровинского («Русские граверы», М. 1870 год) приведён список 110 досок работы Зубова. Некоторые доски сохранились до настоящего времени и даже способны давать ещё хорошие отпечатки.

## Галерея

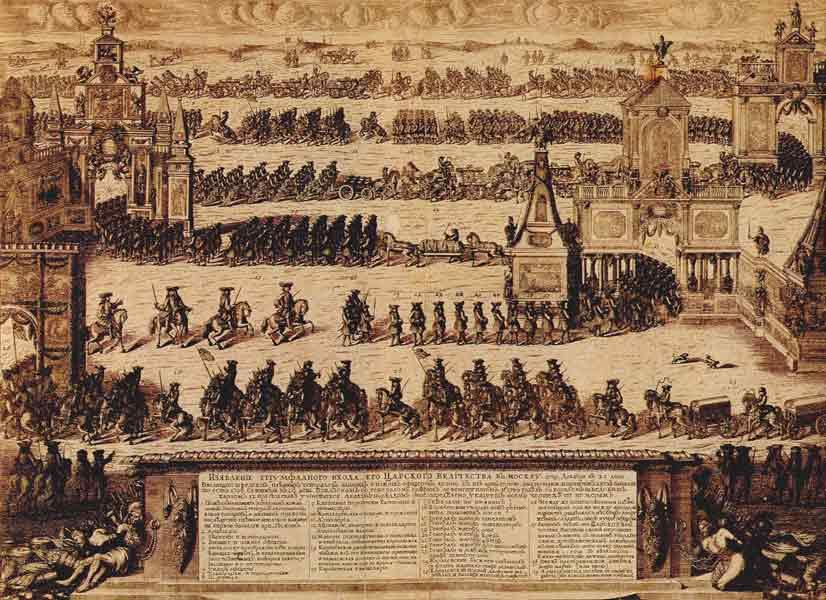
Торжественное вступление русских войск в Москву после Полтавской победы 21 декабря 1709 года. 1711. Офорт, резец
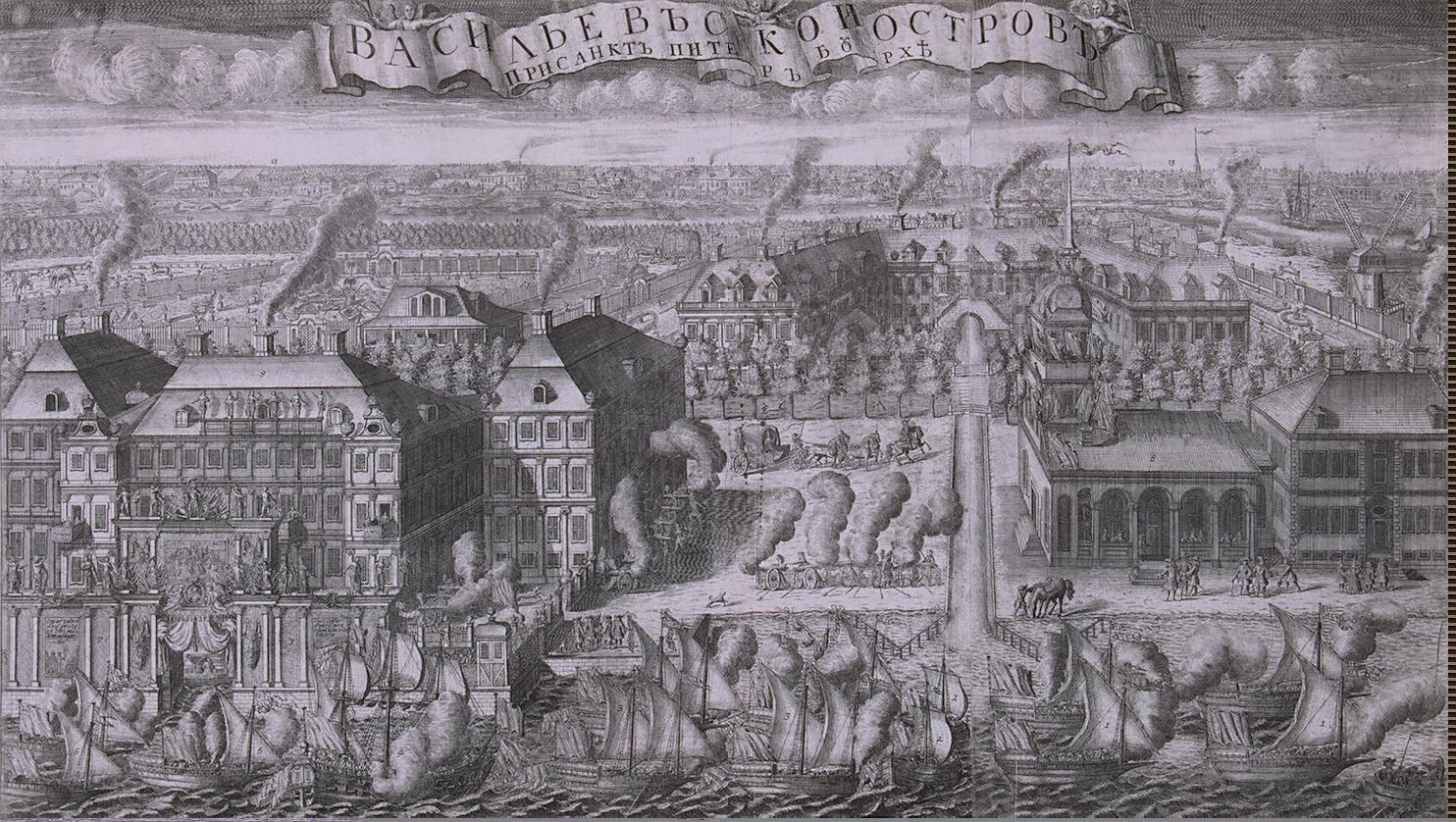
Триумфальный ввод шведских судов в Санкт-Петербург после победы при Гангуте 9 сентября 1714 года. 1714. Офорт, резец
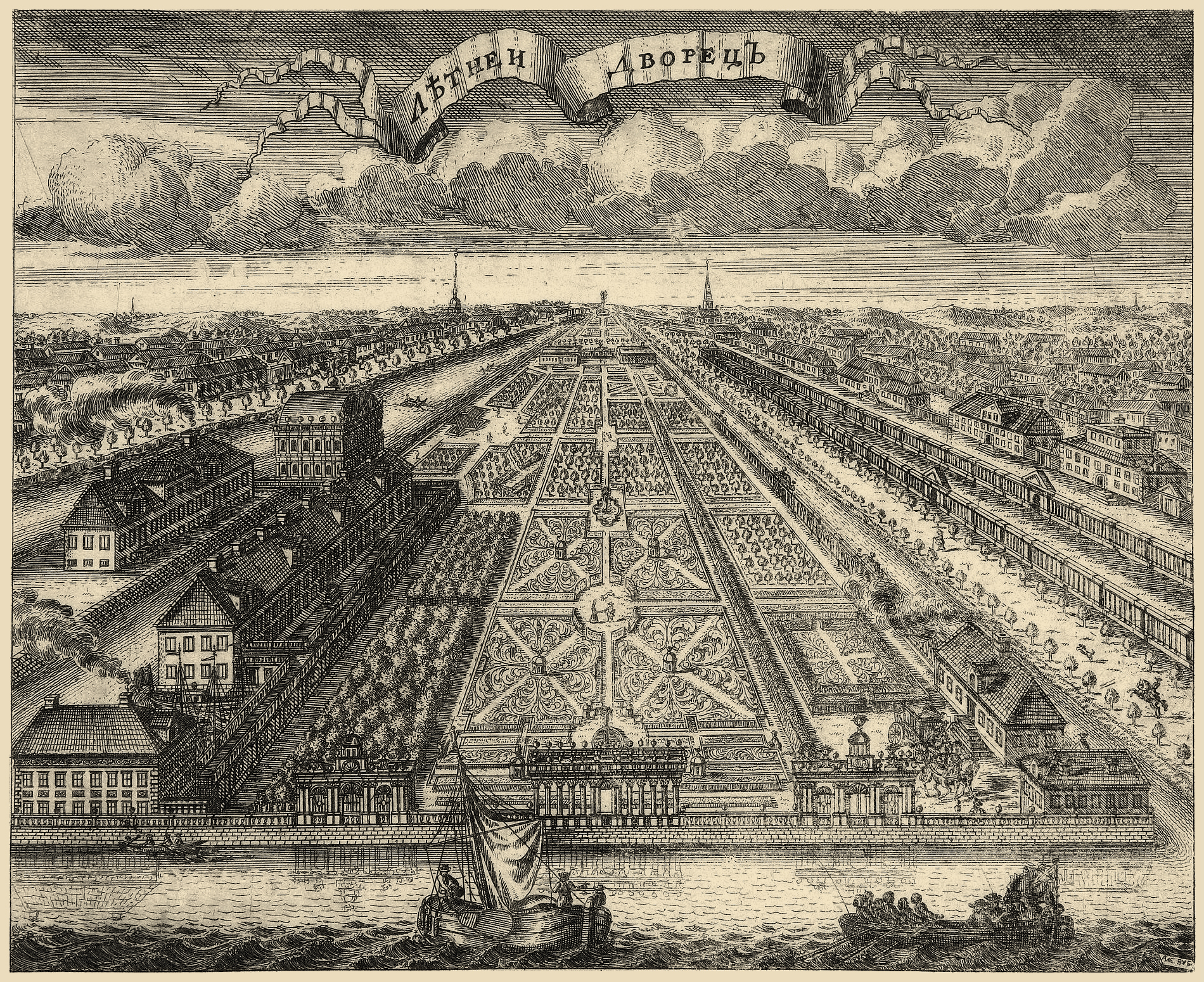
Летний дворец Петра I и Летний сад в Санкт-Петербурге. Клеймо гравюры "Панорама Санкт-Петербурга". 1716. Офорт, резец
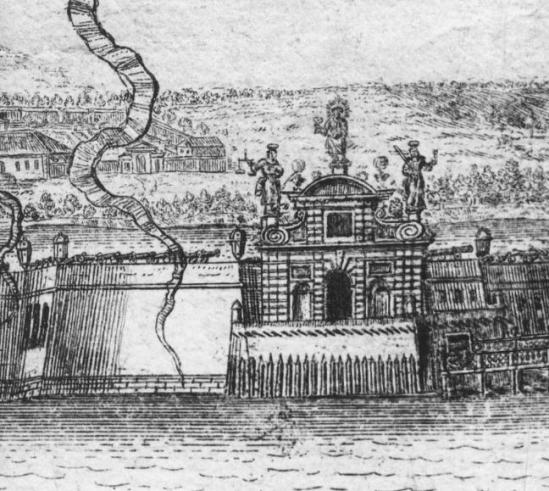
Петровские ворота Петропавловской крепости. Фрагмент гравюры "Панорама Санкт-Петербурга". 1716. Офорт, резец
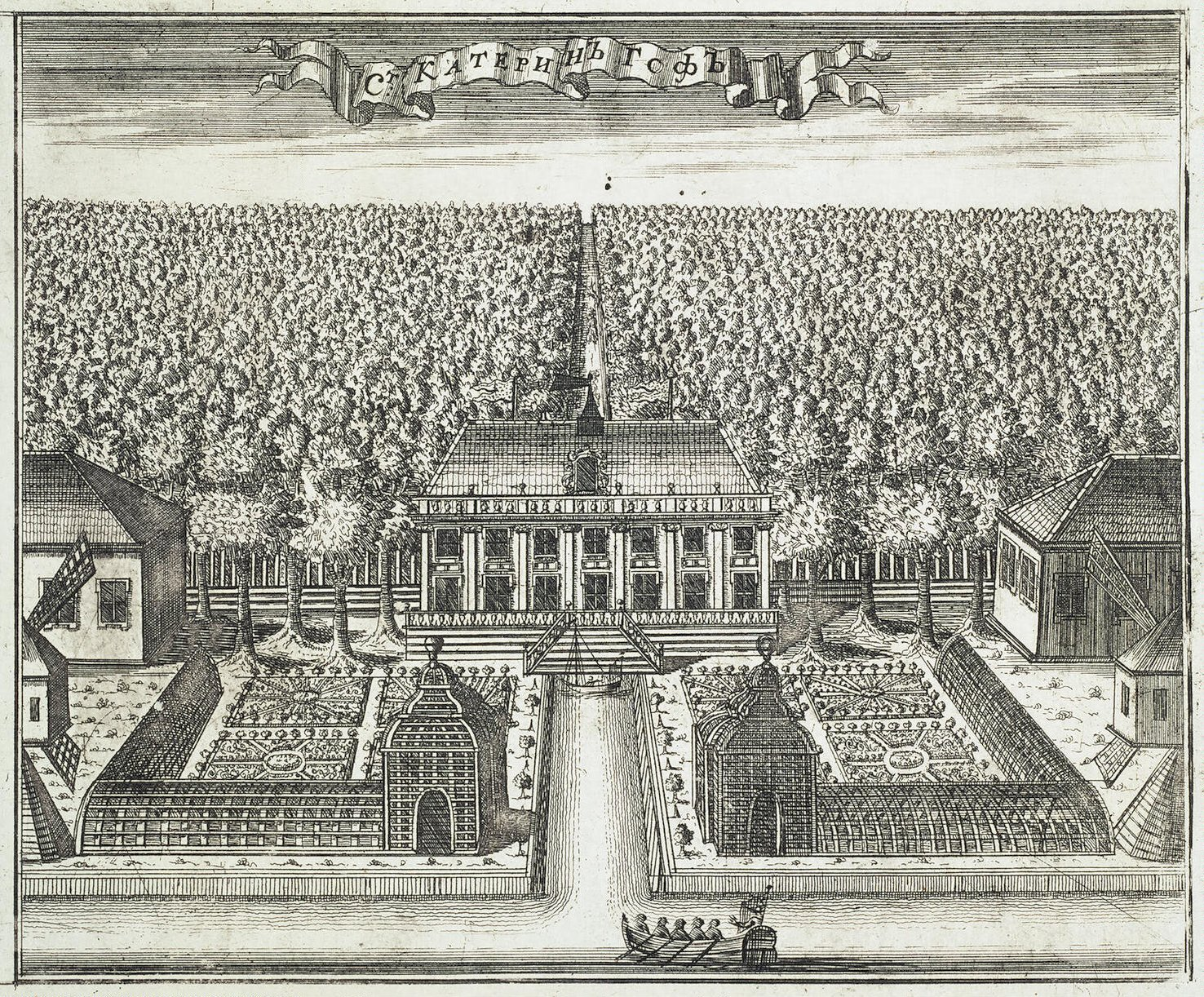
Вид на Екатерингоф. Клеймо гравюры "Панорама Санкт-Петербурга". 1716. Офорт, резец
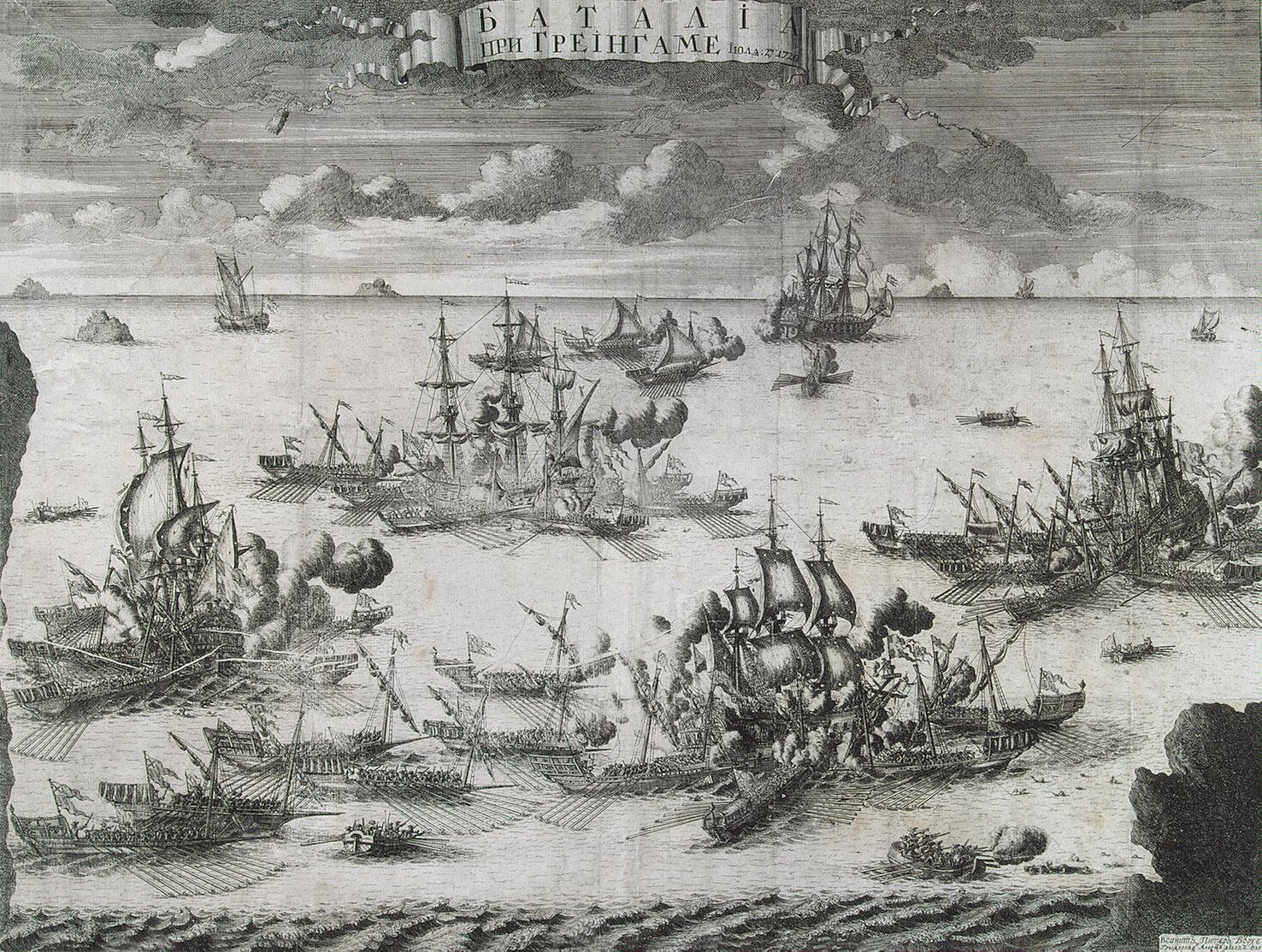
Сражение при Гренгаме 27 июля 1720 года. 1721. Офорт, резец

## Семья
- Отец Фёдор Зубов (ум. 1689) — икононописец
- Брат Иван (1667 — после 1744) — гравёр резцом.
- г. Москва 1738-45 год. - двор под номером 20 (по сказке) принадлежит московской полицмейстерской канцелярии Поручику Радищеву Евстафию Юрьевичу  и служитель у него Лукин Степан - двор получен по купчей за 1740 год у СПб-типографского мастера Зубова Алексея Федоровича жены его Катерины Никифоровны.